# Ricardo Lara Parada
Ricardo Lara Parada   (Barrancabermeja, 12 d'octubre de 1939 - Barrancabermeja, 14 de novembre de 1985) va ser un guerriller i polític colombià, fundador de l'Exèrcit d'Alliberament Nacional.

## Biografia
Després d'acabar el batxillerat el 1952 es va mostrar interessat en estudiar Medicina però va acabar per matriculant-se a la carrera d'Enginyeria Química a la Universitat Industrial de Santander. Va iniciar la seva carrera política formalment a les files de les Joventuts del Moviment Revolucionari Liberal.
Ricardo Lara va ser un membre fundador de l'Exèrcit d'Alliberament Nacional (ELN), després de participar amb Fabio Vásquez, Víctor Medina i Roberto Reina entre d'altres d'una expedició a Cuba per a rebre formació militar, el 4 de juliol de 1964 a San Vicente de Chucuri, al departament de Santander. El 7 de gener de 1965 va participar en la primera presa guerrillera: la Presa de Simacota que va deixar cinc policies morts i una nena morta per una bala perduda i on donarien a conèixer el Manifest de Simacota. Va liderar l'atac a Papayal el 3 de febrer de 1965, amb 2 policies morts i ferits d'ambdós bàndols. El 3 de febrer de 1966 va realitzar una emboscada a un destacament policial a San Rafael de Lebrija. Després de la mort en el combat de Patio Cemento del sacerdot Camilo Torres el febrer de 1966, el grup que comandava Lara va passar a denominar-se amb el nom del capellà guerriller. El 27 de juliol de 1966, el Front Camilo Torres Restrepo va planejar i va dur a terme una emboscada al corregiment de Martha, a Girón.
Lara va romandre gairebé deu anys a la muntanya i va arribar a ser el número 2 de l'ELN després de l'afusellament de Víctor Medina, Julio César Cortes i Heliodoro Ochoa el 22 de març de 1968, fins que es va retirar per divergències amb els seus camarades arran de l'Operació Anorí de l'exèrcit colombià el 1973 en què l'ELN va ser gairebé anihilat amb 33 guerrillers abatuts i 30 detinguts.
El 23 de novembre de 1973 Lara es va separar de l'ELN. Se'n va anar sense armes per a no afectar el grup que estava colpejat per l'Operació Anorí, va arribar a un ranxo i va demanar auxili a un camperol que el va atendre i li va facilitar repòs al Bagre. L'endemà, amb el pretext de comprar unes pastilles, el camperol va tornar amb una esquadra de militars i va demanar la recompensa d'un milió de pesos per Lara. Va ser presentat als mitjans de comunicació del país i inicialment condemnat a 42 anys de presó per l'anomenat Consell de Guerra del Segle, però el judici va caure en errors procedimentals, quedant la condemna en quatre anys i un mes, fins que va ser alliberat el 3 d'octubre del 1978.
Un cop en llibertat es va traslladar a la Ciutat de Panamà i va col·laborar amb el general Omar Torrijos en el seu procés polític. Al costat de Torrijos va conèixer l'escriptor Gabriel García Márquez amb qui va fer amistat. El 1979 es va vincular al procés de la Revolució Sandinista amb la comandància del general Tomas Borges. Al seu retorn a Colòmbia el 1982 va ser convidat per Jaime Bateman Cayón a ser part de l'Aliança Democràtica M-19. El 1983 es va acollir a l'amnistia del govern de Belisario Betancur i va crear el Front Ampli del Magdalena Medio, el primer moviment social i polític de base capaç d'aglutinar sectors populars des del Partit Comunista fins al Partit Conservador. Més endavant, va ser el primer excomandant guerriller elegit regidor per votació popular en la història de Colòmbia, a la seva ciutat de Barrancabermeja.
Va ser assassinat el 14 de novembre de 1985 pel que sembla per membres de l'ELN al barri Rafael Uribe Uribe de Barrancabermeja.